# Cambio robotizzato
Il cambio robotizzato (o cambio semiautomatico o elettroattuato) è un tipo di cambio per uso automobilistico, denominato anche Cambio Manuale Robotizzato e deriva dalla "robotizzazione", sostituzione di azionamenti manuali con azionamenti automatici, di un normale cambio manuale.
Per estensione si considerano robotizzati anche cambi progettati già in origine per essere azionati da attuatori automatici ma con meccanica simile ai cambi manuali, quindi con ingranaggi accoppiabili con manicotti e sincronizzatori. Ad esempio il cambio a doppia frizione, in sigla DCT, si può considerare l'evoluzione di quello robotizzato.
Il cambio automatico propriamente detto è un dispositivo totalmente diverso (dal punto di vista meccanico) dal cambio robotizzato, sebbene la funzione sia la medesima.

## Funzionamento
La centralina elettronica per mezzo di opportuni attuatori provvede ai movimenti di frizione e selezione/innesto delle marce, in modo autonomo.
Tale centralina provvede a eseguire il processo di stacco della frizione, il passaggio di rapporto di trasmissione e il successivo riattacco della frizione. Durante questa operazione viene comunicato alla centralina di controllo del motore, tramite la rete CANbus, di ignorare la richiesta di coppia motrice proveniente dal pedale dell'acceleratore per lasciar scendere il regime di giri negli incrementi di marcia oppure per accelerare il motore nelle scalate di rapporto, con un apprezzato effetto "doppietta". 
L'attuazione dei movimenti è generalmente elettrica o idraulica. L'attuazione elettrica ha generalmente il pregio di un minore peso e di un minore costo mentre l'attuazione idraulica si caratterizza per una maggiore velocità di attuazione. Ad esempio molte vetture sportive prodotte dalla Ferrari e dalla Maserati sono equipaggiate con l'attuazione idraulica della Magneti Marelli, mentre le vetture Smart possiedono attuatori elettrici.
Solitamente tale tipo di cambio è associato a una doppia modalità di funzionamento: manuale o automatico. Nella modalità completamente automatica, la centralina si fa carico anche della decisione dei cambi di rapporto. Nella modalità manuale è il guidatore che sceglie il rapporto da inserire tramite una leva simile a quella tradizionale oppure con pulsanti o palette (paddles) poste al volante (gergalmente dette "levette").

## Diffusione
Il cambio robotizzato, nella sua versione attuale, è stato introdotto a metà degli anni '90. Sono molte le case automobilistiche ad averlo adottato, ad esempio Alfa Romeo, Ferrari, Citroën, Smart e altre. Solitamente viene proposto in versioni speciali di modelli già esistenti con cambio completamente manuale per offrire ai clienti una sensazione di maggiore sportività simulando la guida delle monoposto di Formula 1, nonché una maggiore praticità non essendo presente il pedale della frizione.
È diffusa, anche dagli addetti ai lavori, la semplificazione di cambio robotizzato in cambio automatico: in realtà, anche se superficialmente sembrano due modalità simili (soprattutto per l'utilizzatore), tecnologicamente hanno struttura e funzionamento diversi.

## Vantaggi e svantaggi
Tra i vantaggi ci sono:
- Maggiore praticità e facilità di apprendimento rispetto ai cambi manuali
- Maggiore economicità rispetto ai cambi automatici tradizionali con convertitore di coppia, dovuti principalmente al fatto di condividere la maggior parte della meccanica con cambi manuali, già prodotti in larga serie.
- Funzionamento simile a un cambio tradizionale manuale non essendoci i tipici slittamenti dei cambi automatici con convertitore di coppia o le fluttuazioni di regime motore del cambio continuo (CVT).

Tra gli svantaggi ci sono:
- Minore affidabilità rispetto al cambio manuale privo di elettronica e di attuatori.
- Maggior costo rispetto al semplice manuale.
- Interruzione della coppia motrice trasmessa durante la fase di cambio marcia. Per molti guidatori il funzionamento del cambio robotizzato è fastidioso quando l'interruzione di coppia è comandata automaticamente dalla logica di controllo, mentre è invece del tutto normale quando sono loro stessi a rilasciare l'acceleratore per effettuare la manovra di cambio marcia con il cambio manuale. Questo fenomeno si accentua al crescere della coppia trasmessa alle ruote motrici, quindi cresce con la potenza del motore ed è massimo nelle cambiate prima-seconda con il pedale acceleratore premuto al massimo. Per ovviare a questo fenomeno i progettisti propongono vari tipi di modifiche alla trasmissione e il maggiore successo è stato ottenuto dal cambio a doppia frizione in cui le marce pari e le marce dispari vengono innestate su un diverso albero primario e collegate a ciascuna delle due frizioni. La logica di gestione innesta anticipatamente la marcia superiore e il cambio marcia si effettua semplicemente disinnestando una frizione e innestando contemporaneamente l'altra. Il tutto avviene in un tempo minore e con maggiore fluidità.

Arbitrabili:
- Consumi, il rendimento meccanico è identico al cambio manuale e le differenze sono legate alla logica automatica di selezione delle marce. Spesso i costruttori implementano una modalità economica, selezionabile, che privilegia l'utilizzo di marce lunghe. Un guidatore abile e attento riesce a ottenere consumi migliori con un cambio manuale o con un robotizzato in modalità manuale, mentre la modalità automatica cambia le marce secondo una logica che tiene conto dell'efficienza, risultando per la maggior parte delle persone, nettamente più parco in termini di consumi.
- Un discorso analogo vale per le prestazioni in accelerazione: un buon guidatore riesce facilmente a cambiare più velocemente e soprattutto a scattare da fermo con una trasmissione manuale, usurando tuttavia frizione e sincronizzatori. Il robotizzato (come l'automatico) permette invece a tutti di ottenere in accelerazione delle prestazioni di poco inferiori, semplicemente premendo l'acceleratore a tavoletta e con un ragionevole rispetto della meccanica.